# Skok antygenowy
Skok antygenowy, genetyczna reasortacja (ang. antigenic shift) - zjawisko zmienności genetycznej polegające na wymianie jednego bądź kilku fragmentów jednoniciowego RNA wirusa grypy. Dochodzi do niego przy jednoczesnym zakażeniu komórki gospodarza przez dwa różne wirusy. Powstaje odrębny antygenowo szczep wirusa, o znacznych zmianach antygenowych głównie cząsteczek H (hemaglutynina) i N (neuraminidaza). Przeciwko takim szczepom wirusów grypy organizm nie ma wytworzonej uprzednio odporności, stąd często są one przyczyną epidemii lub pandemii. Miało to miejsce w wypadku kilku pandemii grypy do których doszło w XX wieku.
Dotyczy to typu A wirusa grypy, który wywołuje zakażenia u ludzi, a także zwierząt, dlatego też wirusy grypy A krążą między różnymi gatunkami zwierząt i ludźmi. Świnie są często organizmem pośredniczącym w przekazywaniu nowych szczepów wirusa na człowieka, ponieważ są wrażliwe zarówno na ludzkie, jak
i ptasie wirusy grypy.
Nie można również wykluczyć sytuacji przekraczania bariery gatunkowej i zakażania człowieka przez wirusy np. ptasie bez wcześniejszego skoku antygenowego. 
Innym podobnym zjawiskiem zmienności antygenowej wirusów grypy jest przesunięcie antygenowe.